# Chandler (filme)
Chandler (também conhecido como Open Shadow) é um filme estadunidense neo noir de 1971, dirigido por Paul Magwood para a Metro-Goldwyn-Mayer.

## Elenco
- Warren Oates...Chandler
- Leslie Caron...Katherine Creighton
- Alex Dreier...Ross J. Carmady
- Marianne McAndrew...Angel Carter
- Mitch Ryan...Charles "Chuck" Kincaid
- Gordon Pinsent...John Melchior
- Charles McGraw...Bernie Oakman
- Richard Loo...Leo
- Gloria Grahame...Selma
- Scatman Crothers...Smoke

## Sinopse
Um ex-detetive particular alcoólico de Los Angeles típico dos filmes noir da década de 1940 e conhecido como Chandler ("como em Raymond" - "as in Raymond" - diz ele fazendo referência ao autor policial Raymond Chandler), se sentindo ultrapassado e dirigindo sempre carros velhos, volta a ativa ao receber a proposta de um velho amigo, Bernie Oakman. O homem só lhe diz que deve proteger uma espécie de testemunha do governo, uma mulher francesa, Katherine Creighton, que está sendo perseguida pelo gângster John Melchior. Chandler e Katherine não sabem, mas estão sendo usados como "iscas" para atrair Melchior, num plano do agente corrupto Ross J. Carmady que deseja colocar no lugar dele o rico Charles "Chuck" Kincaid, proprietário de um hotel em Monterey e para onde Katherine é levada.

## Produtor
O produtor Michael S. Laughlin (que era casado com Leslie Caron à época) e o diretor Paul Magwood ficaram irados com a interferência do líder da MGM James Thomas Aubrey, Jr. na produção do filme. Eles publicaram um anúncio de página única num jornal do comércio declarando:
Em relação ao nosso filme Chandler, vamos dar o crédito a quem merece. Nós, infelizmente,reconhecemos que toda a edição, pós-produção e cenas adicionais foram executadas por James T. Aubrey Jr. Nós nos desculpamos